# Thorsten Hoffmann
Pour l’article homonyme, voir Hoffmann.
Thorsten Hoffmann, né le 5 février 1961 à Castrop-Rauxel, est un homme politique allemand de Dortmund, membre de l'Union chrétienne-démocrate d'Allemagne (CDU).

## Biographie
Entre 1980 et 2014, Hoffmann a travaillé pour la police allemande. Il a été employé au département d'enquête de la police de Dortmund, avant de passer aux bureaux de l'État des affaires criminelles de Thuringe et de Bavière. En 1990, il est diplômé du Collège d'administration publique à Dortmund avec une maîtrise en administration publique. De 1995 à 2014 il a travaillé à la police de Dortmund comme chercheur et comme coordinateur entre le conseil municipal et le siège de la police.
Thorsten Hoffmann est devenu membre de l'Union chrétienne-démocrate d’Allemagne en 1999. En 2009, il a été élu au conseil municipal de la Ville de Dortmund, dont il est toujours membre. Depuis 2015, il est député fédéral au Bundestag. Thorsten Hoffmann est un membre de la commission de l'Intérieur et un membre suppléant de la commission des pétitions.